# محسن قهرمانی
محسن قهرمانی (زاده ۹ تیر ۱۳۵۳ در مشهد) داور فوتبال است. وی در سال ۱۳۶۸ داوری را شروع کرده و از سال ۱۳۷۹ قضاوت در لیگ برتر فوتبال ایران را آغاز کرد.

## شهرآورد تهران
محسن قهرمانی در تیم داوری ۲ دربی تهران حضور داشته‌است. در یک دربی داور وسط بوده و در یک دربی داور چهارم بازی بوده‌است.
| یک بازی که داور وسط بوده‌است   |             |                        |                                                            |
| دربی                          | تاریخ       | نتیجه بازی             | گروه داوری                                                 |
| شماره ۷۶                      | ۶ بهمن ۱۳۹۱ | استقلال ۰ - پرسپولیس ۰ | محسن قهرمانی -- رضا سخندان -- بابک داوری -- تورج حق‌وردی    |
| یک بازی که داور چهارم بوده‌است |             |                        |                                                            |
| شماره ۷۳                      | ۱۸ آذر ۱۳۹۰ | استقلال ۳ - پرسپولیس ۰ | هدایت ممبینی -- رضا سخندان -- علیرضا کهوری -- محسن قهرمانی |

## محرومیت
پس از مسائل پیش آمده در بازی پرسپولیس و سپاهان در تاریخ ۲۹ شهریور ۱۳۹۲ و قضاوت اشتباه وی در این بازی محسن قهرمانی از سوی ستاد رسیدگی به تخلفات حرفه‌ای فوتبال به صورت موقت از داوری تعلیق و در تاریخ ۲۲ دی ۱۳۹۲ پس از ارجاع پرونده به کمیته انضباطی وی به دلیل رفتار غیر ورزشی و دون شان حرفه‌ای و ایجاد روابط غیرقانونی با برخی افراد ۸ ماه از قضاوت محروم
و مبلغ پنجاه میلیون ریال جریمه نقدی شد.

## خداحافظی
وی در تاریخ ۲۲ آذر ۹۴ پس از پایان دیدار تیم‌های تراکتورسازی تبریز و استقلال تهران که قضاوت آن را به عهده داشت، برای همیشه از داوری خداحافظی کرد.